# São Sebastião do Umbuzeiro
Pour les articles homonymes, voir São Sebastião.
São Sebastião do Umbuzeiro est une municipalité brésilienne située dans l’État de Paraíba. Elle est située dans la région géographique immédiate de Monteiro. Selon l’Institut brésilien de géographie et de statistique (IBGE), en 2014, sa population était estimée à 3 411 habitants. Superficie de 461 km².

## Histoire
À l’ombre d’un parapluie situé à la source du Rio Paraíba dans les Cariris Velho, ils se reposaient des tropeiros qui venaient de Pernambuco à destination de Sertão paraibano. Ombre qui devint le point de rencontre. Vers 1838, le P. José Gomez Pequeno célébra la première messe. En 1869, le capitaine Mariano José das Neves, l’un des sympathisants de la région, a fait don d’un patrimoine de 30,25 millions de dollars de terres à son cher saint saint Sébastien, Là commençait la construction des premières maisons et aussi la première chapelle de la future ville de São Sebastião do Umbuzeiro.
En 1898 le Pe. Cicéron Romão Batista passe dans le village et vers 1912 Don Adauto Aurélio de Miranda Henrique fonde la paroisse de São Sebastião do Umbuzeiro, la démembre de la ville de Monteiro. Appartenant politiquement à la municipalité de Monteiro, le Village subit la violence du "Cangaço" qui laisse une trace de Sang avec 9 morts
En 1946, le Frère Mauro Joester, Hollandais avec mission au Brésil, commence une grande œuvre, faisant de la petite chapelle une grande église, contribuant ainsi à un grand pas dans l’histoire régionale.

## Géographie
La municipalité est incluse dans l’aire géographique de couverture du semi-aride brésilien, définie par le ministère de l’intégration nationale en 2005. Cette délimitation a pour critères l’indice pluviométrique, l’indice d’aridité et le risque de sécheresse.

### Climat
Les données du département des sciences atmosphériques de l’Université fédérale de Campina Grande montrent que São Sebastião do Umbuzeiro présente un climat avec une moyenne pluviométrique annuelle de 612,5 mm et une température moyenne annuelle de 23,1 °C.